# Норвегія на літніх Олімпійських іграх 1972
Норвегія на літніх Олімпійських іграх 1972 року в Мюнхені (ФРН) була представлена 112 спортсменами (101 чоловік та 11 жінок), які змагались у 70 дисциплінах 15 видів спорту.
Наймолодшим серед спортсменів був веслувальник Юрген Каппелен (13 років 207 днів), найстарішим — яхтсмен Ян-Ерік Орберг (47 років 305 днів).

## Медалі
| Медаль | Спортсмен                                            | Вид спорту                  | Дисципліна                                   |
| ------ | ---------------------------------------------------- | --------------------------- | -------------------------------------------- |
| Золото | Кнут Кнудсен                                         | Велоспорт                   | Чоловіки, індивідуальна гонка переслідування |
| Золото | Лейф Єнсен                                           | Важка атлетика              | Чоловіки, до 82,5 кг                         |
| Срібло | Франк Хансен Свейн Тьогерсен                         | Академічне веслування       | Чоловіки, двійки парні                       |
| Бронза | Стейнар Амундсен Туре Бергер Егіль Сьобю Ян Йохансен | Гребля на байдарках і каное | Чоловіки, байдарка-четвірка, 1000 м          |